# UZ-Baureihe ДС3
Die Lokomotiven der Baureihe ДС3 (DS3) der Ukrsalisnyzja (UZ) sind breitspurige (1520 mm) Elektrolokomotiven für Eisenbahnstrecken mit Wechselstrom. Sie wurden in Zusammenarbeit zwischen Siemens und Elektrolokomotivenfabrik Dnipropetrowsk entwickelt und 2003–2008 von der Elektrolokomotivenfabrik Dnipropetrowsk hergestellt. Die Fahrzeuge erhielten die Spitznamen Помидор (Pomidor, in Ableitung von ihrem Einsatzdepot Kiew-P), Дуся (Dusja, wahrscheinlich hinter dem Gleichklang mit ihrer Bezeichnung DS). Auch erhielt sie die Bezeichnung Утюг (Utjug - deutsch: Bügeleisen). Der Kasten der Lokomotive erinnert an die alte Form von Bügeleisen.

## Beschreibung
Die Elektrolokomotive wurde als Universallok für den Betrieb mit Personen- und Güterzügen auf mit 25 kV Wechselstrom 50 Hz elektrifizierten Strecken ausgearbeitet. Eingesetzt werden die Lokomotiven im Depot Kiew P für Personenzüge auf der Piwdenno-Sachidna Salisnyzja.

## Produktion
Die Produktion der Lokomotive erfolgte in Zusammenarbeit der Elektrolokomotivenfabrik Dnipropetrowsk (mechanischer Teil, Hilfsmaschinen), Siemens (Elektronik des Traktionsantriebes) und der in der Oblast Tscherkassy gelegenen Elektromechanischen Werkstatt Smila, die die Traktionsfahrmotoren herstellte.

### Mechanischer Teil
Der mechanische Teil der Elektrolok ist in vielen Teilen einheitlich gestaltet mit Teilen der Elektrolok ДЭ1 (DE1), und zwar mit zwei zweiachsigen Drehgestellen, deren Rahmen geschweißt ist. Alle Räder sind beidseitig abbremsbar. Die Übertragung der Zug- und Bremskräfte auf den Rahmen der Lokomotive geschieht wie bei den Lokomotiven ДЭ1 (DE1), ВЛ85, ЭП1 und 2ЭС5.

### Traktionsfahrmotoren
Die Traktionsfahrmotoren der Elektrolok sind dreiphasige Drehstromfahrmotoren der in der Oblast Tscherkassy gelegenen Elektromechanischen Werkstatt Smila.
Die Speisung der Traktionsfahrmotoren geschieht von den in der Mitte des Kastens angeordneten Wandlern mit einer linearen Spannung bis 2.200 V. Der Wandler wird über ein Mikroprozessorsystem verwaltet. Gesteuert wird das Kraftschema vom Lokführerstand aus über zwei Griffe - mit einem Griff wird die Geschwindigkeit eingestellt, mit dem anderen die Beschleunigung bzw. die Bremsverzögerung.

### Hilfsmaschinen
Die Hilfsmaschinen besitzen ebenfalls einen Drehstrom-Antrieb. Für die Kühlung der Traktionsfahrmotoren sind auf der Elektrolokomotive zwei zentrifugale Motor-Ventilatoren eingerichtet, für die Versorgung mit Druckluft sind zwei V-förmige 4-Zylinder-Kompressoren vorhanden. Die Lokomotive besitzt die Möglichkeit der Umstellung der pneumatischen Bremse in die Stellungen Personenzug bzw. Güterzug, wodurch ihr Einsatz als Universallokomotive ermöglicht wird.